# Franco Ortolani
Franco Ortolani (29 de agosto de 1943 - 22 de novembro de 2019) foi um político italiano que serviu no Senado Italiano pelo Movimento Cinco Estrelas de 2018 a 2019.
Ele morreu de cancro em Roma na noite de 22 de novembro de 2019. Ele foi sucedido numa eleição suplementar em 2020 por Sandro Ruotolo, da coligação de centro-esquerda.